# Казачий (Крыловский район)
Казачий — хутор в Крыловском районе Краснодарского края. Входит в состав Крыловского сельского поселения.

## История
В начале 1960-х годов, в связи с хрущевскими реформами, было принято решение о «сселении» мелких населенных пунктов, признанных неперспективными. В перечень вошёл и хутор Казачий. Но он благополучно простоял до наших дней, хоть и в уменьшенном по числу населения виде.

## Население
| 2002 | 2010 |
| ---- | ---- |
| 219  | ↗234 |